# Kenny se meurt
Kenny se meurt (Kenny Dies en version originale) est le treizième épisode de la cinquième saison de la série animée South Park, ainsi que le 78e épisode de l'émission.

## Synopsis
Kenny est atteint d'une myopathie de Duchenne, une maladie rare, et va mourir. Chacun de ses amis a une réaction différente : Stan ne peut supporter de voir son ami mourir, Kyle est extrêmement choqué mais désire le soutenir jusqu'à la fin et Cartman entreprend de demander au Congrès des États-Unis de reprendre la recherche sur les cellules souches, dont il vient de trouver un chargement, ce qui pourrait sauver Kenny.

## Continuité
Alors que jusqu'ici le personnage de Kenny mourait rituellement dans chaque épisode pour réapparaître au suivant, sans que quiconque s'en émeuve plus que quelques secondes, cet épisode était destiné à l'éliminer pour de bon.  Le ressort comique de l'épisode repose sur le contraste entre ces morts à répétition et l'intensité dramatique donnée à son agonie.  Kenny, toutefois, n'est en définitive « resté mort » qu'une année, revenant pour l'épisode La Chute du traîneau rouge, comme d'habitude sans explication. Ses morts sont devenues plus rares par la suite.